# Gäddträsket (Lycksele socken, Lappland, 714737-164564)
Gäddträsket är en sjö i Lycksele kommun i Lappland och ingår i Umeälvens huvudavrinningsområde. Sjön har en area på 1,12 kvadratkilometer och ligger 257,1 meter över havet. Sjön avvattnas av vattendraget Gäddbäcken som i sin tur rinner ut i Byssjan. Vid Gäddträsket ligger byn Gäddträsk.

## Delavrinningsområde

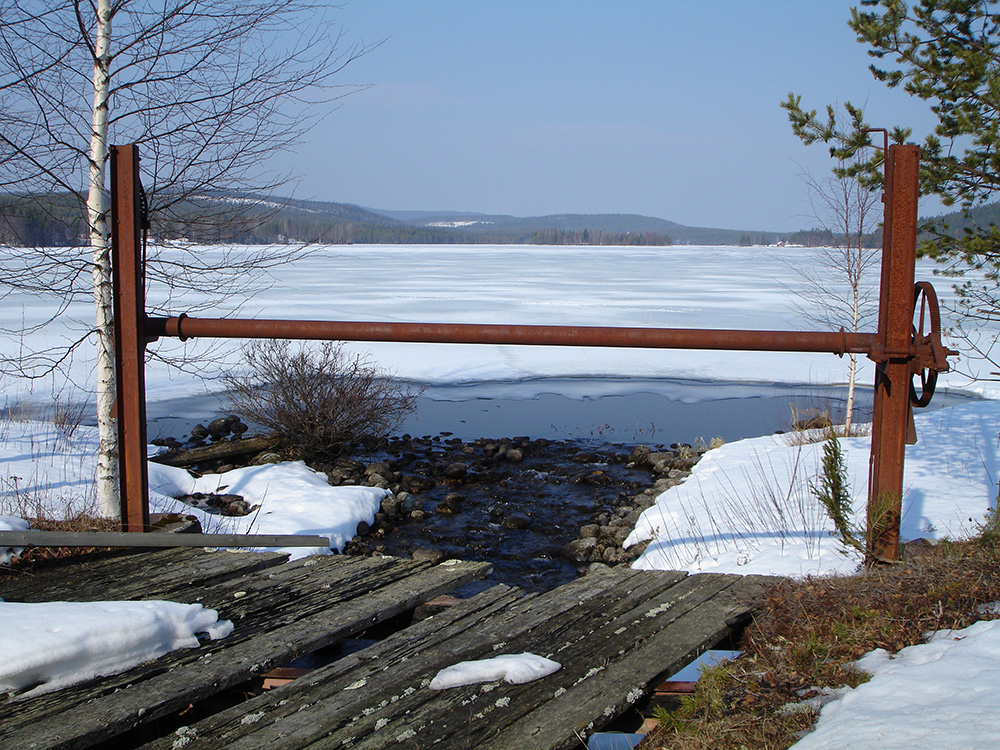
Gäddträskets utlopp med resterna av en flottningsdamm.

Gäddträsket ingår i det delavrinningsområde (714798-164541) som SMHI kallar för Utloppet av Gäddträsket. Medelhöjden är 311 meter över havet och ytan är 23,47 kvadratkilometer. Det finns inga avrinningsområden uppströms utan avrinningsområdet är högsta punkten. Gäddträsket mottar vatten från Inre Gäddträsket och avrinner genom Gäddbäcken till Yttre Gäddträsket. Byssjan som avvattnar hela avrinningsområdet har biflödesordning 2, vilket innebär att vattnet flödar genom totalt 2 vattendrag innan det når havet efter 133 kilometer. Avrinningsområdet består mestadels av skog (87 procent). Avrinningsområdet har 1,78 kvadratkilometer vattenytor vilket ger det en sjöprocent på 7,6 procent.